# Trampolino Italia
Die Trampolino Italia ist eine stillgelegte Skisprungschanze im italienischen Skiort Cortina d’Ampezzo in der Provinz Belluno/Venetien.

## Geschichte

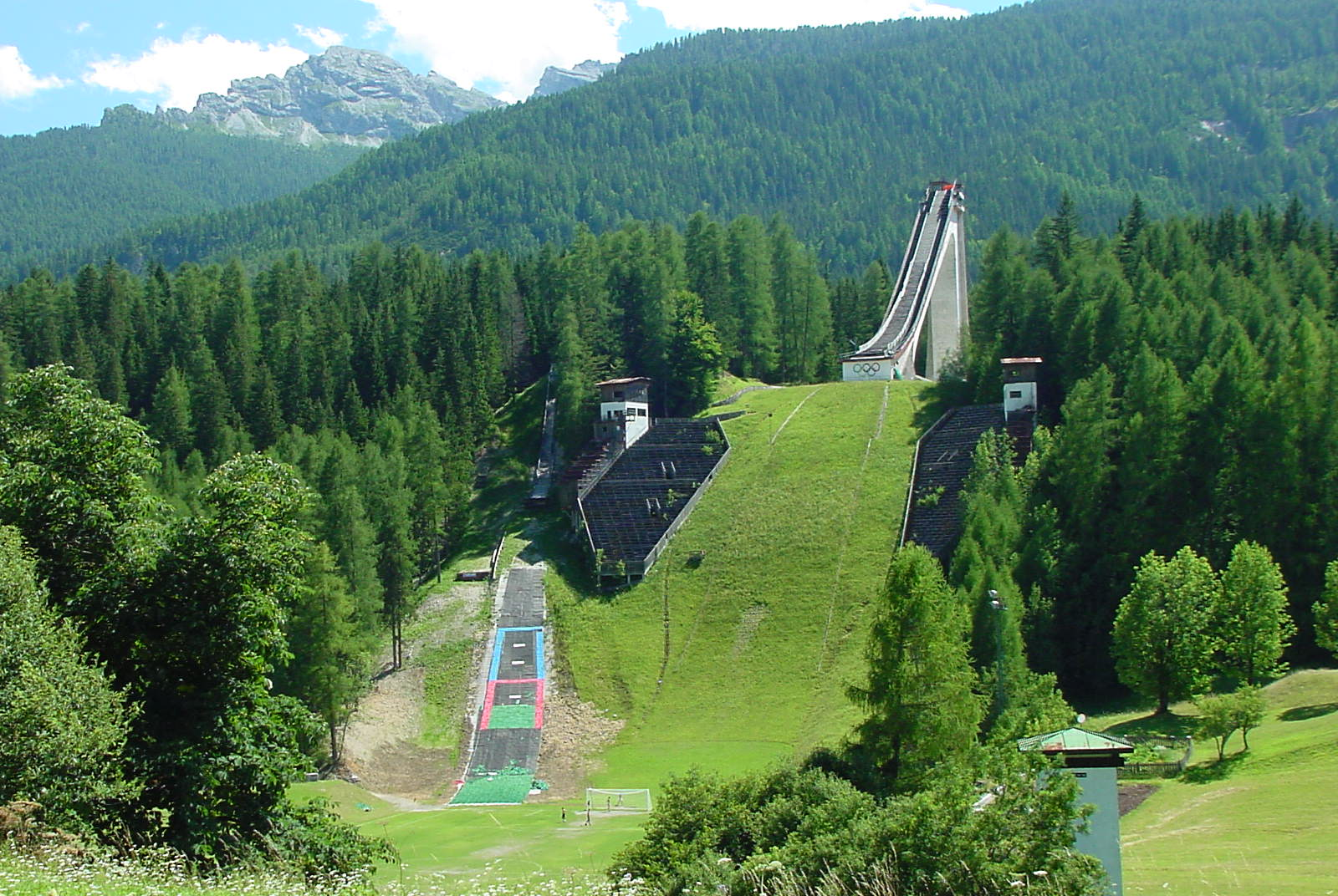
Olympische Skisprungschanze, gebaut 1955 für die Olympischen Winterspiele 1956 in Cortina d’Ampezzo

Bereits in den 20er Jahren des vorigen Jahrhunderts gab es die erste Skisprungschanze in Cortina. Es handelte sich um eine 40-Meter-Schanze im Vorort Zuel, welche durch eine spätere Erweiterung zur 50-Meter-Schanze ausgebaut wurde. Sie trug den Namen Franchetti-Schanze nach einem örtlichen Hotelbesitzer, der den Schanzenbau finanziert hatte. Auf dieser Schanze wurden der Spezialsprunglauf und das Springen der Nordischen Kombinierer bei der Nordischen Skiweltmeisterschaft 1927 ausgetragen.
Die erste Italia, Vorgängerin der heutigen Schanze, wurde im Jahr 1939 errichtet und bei der später annullierten Nordischen Ski-WM 1941 eingesetzt. Der damals  20-jährige Oberstdorfer Sepp Weiler sprang bei dieser WM mit 76 Metern Schanzenrekord. Aufgrund kriegsbedingter Unregelmäßigkeiten bei der Bewertung wurde ihm der Sieg allerdings nicht zugesprochen. Die gesamten Weltmeisterschaften wurden 1946 von der FIS annulliert.
In Vorbereitung auf die Winterspiele 1956 wurde 1955 die Schanze erneut abgerissen und neu errichtet. Am 8. Dezember 1955 fand die feierliche Einweihung der damals modernsten Schanze der Welt statt.
In den folgenden Jahren und Jahrzehnten fanden zahlreiche nationale und internationale Wettbewerbe auf der Italia statt, unter anderem schlug hier 1979 auch die Geburtsstunde des Skisprung-Weltcups.
Bekannt ist die Skisprungschanze zudem durch den Film James Bond 007 – In tödlicher Mission, für den einige Szenen auf der Schanze gedreht wurden.
1990 lief das FIS-Zertifikat der Schanze aus. Seither wird auf der Italia nicht mehr gesprungen. Da der Italienische Wintersportverband auch die Olympiaschanzen in Predazzo und Pragelato betreiben muss, ist nicht davon auszugehen, dass diese wirklich schöne, einem antiken Amphitheater nachempfundene Sprunganlage noch einmal reaktiviert wird.

## Internationale Wettbewerbe
Genannt werden alle von der FIS organisierten Sprungwettbewerbe, sowie weitere auf skisprungschanzen.com verzeichnete internationale Sprungwettbewerbe.
| Datum                                                           | Kategorie                    | Schanze | 1. Platz           | 2. Platz           | 3. Platz           |
| --------------------------------------------------------------- | ---------------------------- | ------- | ------------------ | ------------------ | ------------------ |
| 2. Februar 1927                                                 | Weltmeisterschaft            | K50     | Tore Edman         | Wilen Dick         | Bertil Carlsson    |
| 29. Januar 1928                                                 | Weltfestspiele der Studenten | K70     | Gerhard Heiberg    | Bjarne Berntsen    | Olav Benterud      |
| 9. Februar 1941                                                 | Weltmeisterschaft 1          | K70     | Paavo Vierto       | Leo Laakso         | Sven Erikson       |
| 24. Januar 1951                                                 | Internationaler Wettbewerb   | K70     | Toni Brutscher     | Sepp Weiler        | Erkki Rajala       |
| 1952                                                            | Cortina Trophy               | K70     | Silvano Silvani    | ?                  | ?                  |
| 1953                                                            | Cortina Trophy               | K70     | Igino Rizzi        | ?                  | ?                  |
| 13. Februar 1955                                                | Vorolympischer Wettbewerb    | K70     | Antti Hyvärinen    | Max Bolkart        | Edi Heilingbrunner |
| 8. Januar 1956                                                  | Cortina Trophy               | K70     | Harry Glaß         | Max Bolkart        | Sven Pettersson    |
| 26. Januar 1956                                                 | Olympia                      | K70     | Antti Hyvärinen    | Aulis Kallakorpi   | Harry Glaß         |
| 3. März 1957                                                    | Trofeo Campari               | K72     | Otto Leodolter     | Peter Müller       | Josef Kleisl       |
| 1958                                                            | Cortina Trophy               | K72     | Nilo Zandanel      | ?                  | ?                  |
| 11. Januar 1959                                                 | Cortina Trophy               | K72     | Nilo Zandanel      | Helmut Kurz        | Luigi Pennacchio   |
| 17. Januar 1960                                                 | Trofeo Campari               | K72     | Albin Plank        | Nilo Zandanel      | Piero Pennacchio   |
| 1961                                                            | Cortina Trophy               | K72     | Dino De Zordo      | ?                  | ?                  |
| 1962                                                            | Cortina Trophy               | K72     | Bruno De Zordo     | ?                  | ?                  |
| 10. Februar 1963                                                | Cortina Trophy               | K72     | Sadao Kikuchi      | Antoni Łaciak      | Jan Pezda          |
| 19. Januar 1964                                                 | Cortina Trophy               | K72     | Josef Matouš       | Dalibor Motejlek   | Jiří Raška         |
| 15. Februar 1965                                                | Cortina Trophy               | K72     | Giacomo Aimoni     | Jiří Raška         | Baldur Preiml      |
| 1966                                                            | Cortina Trophy               | K72     | Giacomo Aimoni     | ?                  | ?                  |
| 28. Januar 1968                                                 | Grand Prix of Nations        | K72     | Jiří Raška         | Reinhold Bachler   | Giacomo Aimoni     |
| 17. Februar 1969                                                | Cortina Trophy               | K72     | Josef Matouš       | Ladislav Divila    | Jiří Raška         |
| 25. Januar 1970                                                 | Grand Prix of Nations        | K72     | Jiří Raška         | Rudolf Höhnl       | Josef Matouš       |
| 21. März 1972                                                   | Grand Prix of Nations        | K72     | Yukio Kasaya       | Hans Schmid        | Jiří Raška         |
| 20. Januar 1974                                                 | Grand Prix of Nations        | K72     | Hans Schmid        | Rudi Wanner        | Wiktor Piroschkow  |
| 30. Januar 1976                                                 | Grand Prix of Nations        | K92     | Walter Steiner     | Hans Schmid        | Rudi Tusch         |
| 11. Januar 1979                                                 | Cortina Trophy               | K92     | Alfred Groyer      | Hans Millonig      | Hans Wallner       |
| 27. Dezember 1979                                               | Weltcup                      | K92     | Anton Innauer      | Hubert Neuper      | Alfred Groyer      |
| 21. Dezember 1980                                               | Weltcup                      | K92     | Wettkampf abgesagt | Wettkampf abgesagt | Wettkampf abgesagt |
| 20. Dezember 1981                                               | Weltcup                      | K92     | Roger Ruud         | Johan Sætre        | Masahiro Akimoto   |
| 18. Dezember 1982                                               | Weltcup                      | K92     | Matti Nykänen      | Olav Hansson       | Per Bergerud       |
| 11. Januar 1984                                                 | Weltcup                      | K92     | Jens Weißflog      | Horst Bulau        | Klaus Ostwald      |
| 8. Januar 1985                                                  | Weltcup                      | K92     | Roger Ruud         | Halvor Persson     | Andreas Bauer      |
| 1 Die Weltmeisterschaft 1941 wurde von der FIS 1946 annulliert. |                              |         |                    |                    |                    |

## Schanze
Die Schanze entspricht schon lange nicht mehr den Anforderungen des modernen Skispringens. Ihre Sternstunde erlebte sie wohl 1956, als hier der Sprunglauf auf der Großschanze ausgetragen wurde. Olympiasieger wurde damals Antti Hyvärinen aus Finnland.
Auch Weltmeister wurden hier ermittelt, ein offizieller (Tore Edman aus Schweden, 1927) und ein inoffizieller (Paavo Vierto aus Finnland, 1941).
Ein denkwürdiges Datum ist auch der 27. Dezember 1979. An diesem Tag wurde auf der Italia der Skisprung-Weltcup aus der Taufe gehoben. Auftaktsieger wurde Anton Innauer gefolgt von zwei weiteren Österreichern. Das letzte Weltcup-Springen fand im Jahr 1985 statt.

### Technische Daten
| Olympiaschanze                  | Olympiaschanze |
| Anlauf                          | Anlauf         |
| ------------------------------- | -------------- |
| Turmhöhe                        | 54 m           |
| Anlauflänge                     | 86,5 m         |
| Schanzentisch                   |                |
| Neigung des Schanzentisches (α) | 11,0°          |
| Aufsprung                       |                |
| Konstruktionspunkt              | 90 m           |
| K-Punkt Neigungswinkel (β)      | 38,0°          |

### Schanzenrekord
- 92,0 m –  Roger Ruud, 20. Dezember 1981 (WCS)

## Weitere Schanzen
Neben der Italia gibt es in Cortina noch folgende Schanzen: K55, K32, K20; Nur die K55 ist mit Matten belegt.